# Sam Glankoff
Sam Glankoff, nacido como Samuel Glankoff, (Nueva York, 30 de octubre de 1894- Ibidem, 13 de abril de 1982) fue un artista del expresionismo abstracto. Aunque realizó breves estudios académicos, fue principalmente un pintor autodidacta.
Desarrolló una nueva técnica con principios del grabado en madera para crear obras en gran formato sobre paneles de madera, tratados con tintas al agua y estampados sobre papel japonés.

## Biografía
Sam Glankoff fue un autodidacta, con escasa educación escolar y artística. Estudió por cuenta propia copiando pinturas en miniatura expuestas en el Museo Metropolitano de Arte. La manera individualista de su formación sería la que adoptaría en todas las instancias de su vida, manteniéndose apartado y trabajando de modo solitario.
La madre de Glankoff, Yetta Emerman, había emigrado de Letonia para vivir en Nueva York, Estados Unidos, donde contrajo matrimonio con Jacob Glanckopf, un comerciante de plumas exóticas usadas en sombreros.
Yetta era diseñadora de sombreros femeninos, muy populares entre las actrices de Broadway, pero dejó el trabajo para dedicarse a sus cuatro hijos. A pesar de ser una mujer sin educación formal, pero interesada en la música y la literatura, inculcó en sus hijos el interés por el arte. Sam aprendió a tocar el violín, pero no sería la música su destino sino las artes plásticas.
Durante la adolescencia se dedicó a trabajar en distintos oficios, dejando a un lado sus estudios secundarios. En 1917, se fue a Cuba para no participar de la Primera Guerra Mundial aduciendo objeción de conciencia.

## Obra
En Cuba, Glankoff se dedicó a pintar retratos, y al menos un mural a cambio de alimento. En 1918, fue detenido por haber participado en el bombardeo de una estación de ferrocarril en Miami. Después de pasar varios meses en prisión en Cuba, Glankoff fue liberado gracias al final de la guerra. Tras su liberación se marchó a Nueva York, donde a principios de los años 1920, trabajó como dibujante publicitario y siguió pintando. Vivió en Greenwich Village, con su hermano Mort. Más tarde, se trasladó al “Union Squar district” donde había un enclave de artistas, y luego se volvió a mudar.
En 1922, los artistas Karoly Fulop y Hans O. Hofman introdujeron a Glankoff a Juliana R. Force, (el precursor del Museo Whitney de arte Americano).En aquel tiempo, hasta el club se estaba disolviendo, esto frecuentemente invitaba a Glankoff a mostrar su trabajo, y así lo hizo. De hecho, el New York Times, en una de sus revisiones de aquellas exposiciones, seleccionó Trabajos de Glankoff, Guillermo Glackens, Rockwell Kent y John Sloan que fueron alabados especialmente; la pintura de Glankoff "Solitude". Representando "Gloucester", un paisaje marino rocoso, había llegado a ojos de sus críticos.
Tres años más tarde, en la exposición anual del club, Glankoff mostró un ejemplo de lo que sería su medio preferido en sus creaciones, y la base para sus innovaciones artísticas; un simple grabado en madera. De verdad, las xilografías y linóleos se habían hecho el medio primario de Glankoff dentro de su expresión personal y también dentro de su trabajo comercial. Inspirado por un libro de 1921 alemán sobre la historia de la xilografía, que cita a tales Expresionistas alemanes como Ernst Ludwig Kirchner y Karl Schmidt-Rottluff. Glankoff adaptó una manera más brutal de talla en la madera, En la técnica de los Expresionistas alemanes, lo que consiguió, que la dirección de trabajo de Glankoff cambiase dramáticamente.
Como dirigente de artistas de numerosos estudios comerciales de arte en Nueva York en los años 1920 y años 1930, Glankoff usó el estilo áspero y expresivo que surgió de sus experimentos sobre grabado en madera, en ilustraciones. También contribuye al diseño de la cubierta y a la caracterización de los dibujos de una revista que fundó su hermano Mort llamada “Cue Magazine”. De todos modos durante la gran depresión, Glankoff permaneció poco dispuesto a permitir a otros que juzgasen su arte.
En 1929, Glankoff se trasladó con la Francesa Kornblum, con la que viviría durante los próximos 40 años. Durante las próximas dos décadas, pasaron su tiempo a caballo entre su apartamento en Nueva York y en Woodstock. Durante los años 1930 y los años 1940, Glankoff persiguió su manera más personal de hacer arte; era un prolífico pintor y fabricante de grabados en madera. Y tuvo una ocupada carrera como ilustrador comercial y artista de historieta.
En 1946, se le consideró como artista preferente de Tiras cómicas, una serie de cómic cuyos ofrecimientos incluyeron leyendas históricas, historias de aventura, adaptaciones de clásicos literarios y cuentos de ciencia ficción. Glankoff también realizaba ilustraciones a estilo de historieta para las campañas publicitarias de marcas como Westinghouse y Chiquita incluyendo los cuadros de Plátano Chiquita. Mientras tanto, en su propio estudio, el artista refinó su técnica de grabado en madera, y su interés en el arte abstracto creció. Al mismo tiempo, se quedó cautivado por las propiedades de la pintura con base al agua, y la caseína.
A mediados de los años 1950, en un esfuerzo por aliviar la lucha de ganarse la vida, comenzó a ayudar a Kornblum en el diseño de muñecos, para la empresa de juguetes que poseía su mujer. Glankoff diseñó y fabricó más de 200 muñecos rellenos, incluyendo la primera, versión tridimensional de Babar el Elefante. Los juguetes encontraron mercados internacionales, pero, Glankoff todavía se encontraba económicamente mal. Lo que llevó a que, el artista tuviese poco tiempo para enfocar su producción artística.
Aquella situación cambió tras la muerte de su mujer en 1970. Glankoff dejó el negocio de juguetes para dedicarse completamente a su arte. Estableció un nuevo estudio en el apartamento, que él y Kornblum compartían en Nueva York y vendió la casita que habían poseído en Woodstock.
Pronto volvió a retomar la abstracción, en sus xilografías de monotipia que había estado desarrollando durante los años 1950, y tras ver una exposición de arte asiático del este en Nueva York, más probablemente una selección de copias del fabuloso Fabricante japonés de grabado en madera, Shiko Munakata. La escala de su propio trabajo comenzó a cambiar. Glankoff quedó cautivado por los ejemplos que vio en las obras del artista japonés de varias hojas impresas hechas de pequeños bloques de impresión que habían sido unidos para producir trabajos a mayor escala. Este acercamiento ayudó a que Glankoff considerase el tamaño limitado del espacio en el cual, él tanto había vivido como trabajado.
Así, con sus propios trabajos a base de impresión, comenzó a unir varios paneles impresos en papel japonés. El mismo, creó en el proceso un método único de pintura de transferencia o "print-painting", como esto más tarde vendría a ser llamado. En efecto, los trabajos resultantes de estos experimentos eran las variaciones y la combinación de los diferentes aspectos de monotipia, grabado en madera y pintura.
A mediados de 1970, conservadores del Museo Whitney de arte Americano en Nueva York visitaron Glankoff en su estudio. 
Para aquel entonces, él había descrito la técnica que había desarrollado como; "la utilización de los métodos de impresión parar hacer pintura" y los visitantes del museo se refirieron a sus creaciones híbridas como " print-paintings”, (pinturas de impresión), acuñando el término. Los conservadores de Whitney le ofrecieron presentar su trabajo en una exposición individual en el museo, a lo que respondió:  " todavía no estoy listo.”
De hecho, hasta octubre de 1981, a la edad de 87 años, Glankoff no realizó su primera exposición individual, la primera en su vida en una galería comercial. Aquella presentación, en la Gallery Graham de Nueva York, ocurrió sólo unos meses antes de su muerte a principios del año siguiente. Poco después, El museo de arte Jane Voorhees Zimmerli y la Universidad Rutgers de Nueva Jersey, organizó "Sam Glankoff 1894-1982 ": Una Exposición retrospectiva.
Durante su vida, el artista nunca hizo ningún esfuerzo para ganarse la atención pública. Hoy, sus trabajos pueden ser encontrados en colecciones públicas y privadas y corporativas, incluyendo el Museo Metropolitano de Arte y el museo Salomón R. Guggenheim de Nueva York.

## Estilo artístico
El proceso de trabajo de Glankoff era único, llamado "print- painting" (Pintura impresa), que fue desarrollado a través de años de experimentación con el tamaño del papel y las densidades, los distintos métodos de aplicación y secado del pigmento. Fue perfeccionado, con la aplicación de la caseína. En este proceso Glankoff era capaz de controlar la capacidad de absorción del papel, por lo que los paneles recibían capa tras capa de color. "Al igual que las monotipias, que son la transferencia de impresiones únicas, pero, como en la pintura, hay una excesiva importancia relacionada con la aplicación del pigmento", afirma David Kiehl, ex curadora asistente de Grabados y Dibujos en el Museo de Arte Metropolitano de Nueva York.
"'Imprimir-Pintura” es en realidad un invento de Glankoff". "Es bastante notable que en el siglo 20 un artista realmente pudiese llegar a una técnica totalmente nueva. Ciertamente, se basó en otras técnicas. Sin embargo, tenía cualidades y características específicas que Glankoff, a través de su gran experiencia con el medio, se dio cuenta de que su unión era una forma completamente nueva.”

## Obras seleccionas
Glankoff realizó numerosos trabajos artísticos, pintura de paisaje, acuarela, xilografías, cómics, monotipias abstractas, ilustraciones, y su obra de investigación en torno a la técnica de “print-painting". Muchas de sus obras llegaron a ser encargos comerciales, como sus ilustraciones 
para libros de ciencia ficción, cómics, revistas, y adaptaciones a clásicos.
- Dibujos
- Paisajes (1920)

Sus dibujos de paisaje, son bocetos o esbozos que toma a la hora de pensar en sus posteriores pinturas y xilografías. Se trata de dibujos rápidos poco elaborados hechos a lápiz, grafito, conté. Donde representa paisajes de casas, de arboledas, campos, etc.
- Retratos y desnudos (1920)

Dibujos preparatorios que realiza del estudio del desnudo y retratos de modelos para la elaboración de sus numerosas xilografías Figurativas.
- Xilografías (1920 y 1930)

Son numerosos los grabados en madera que componen su obra artística. Xilografías estampadas sobre papel japonés, cuya temática era figurativa. Representa los motivos del desnudo, el retrato, el bodegón, el paisaje, etc.
- Pintura (1920-1940) Simultáneamente a sus xilografías, realizó obra pictórica, como; -el retrato a su padre 1922. -naturaleza muerta con bowl blanco 1920.
- Paisaje Woodstock: Los verdes árboles y colinas 1930.
- plato de manzanas rojas 1930.
- Pinturas a la caseína (1940-1950) El artista empezó a experimentar en sus obras con la pintura a base de caseína, ya que este pegamento junto con los pigmentos, le ayudaban a fabricar su propia pintura casera, la cual daba una mejor aplicación a sus papeles japoneses y paneles de madera. Y le otorgaban un secado rápido, con fácil limpieza, y de gran duración gracias a ser una pintura al agua, a diferencia del óleo que con el paso del tiempo se va amarilleando. Se trataba de pinturas abstractas sobre papel realizadas con este material.
- Monotipias abstractas (1950-1960) Glankoff tallaba imágenes abstractas en los bloques de madera, donde luego mezclaba yeso y cuerda para crear texturas en la superficie de sus ediciones de monotipia. Estas eran la transferencia de impresiones únicas, pero, como en su pintura, había una excesiva importancia relacionados con la aplicación del pigmento".[4] Afirmaciones de David Kiehl, ex curador en el Museo de Arte Metropolitano de Nueva York ahora curador en el Museo Whitney de Arte Americano.

- “Print-painting”

A través de su elaborado trabajo de investigación, Glankoff ideó un nuevo procedimiento de creación artística, basado en los principios del grabado con el que pintaba directamente sobre varios bloques de madera, transfiriendo así capas de color a los paneles de papel japonés hecho a mano, para crear estas innovadoras obras de arte.
- 1 panel (1970-1980)

A mediados de 1970 Glankoff Empezó a realizar sus experimentos de pintura impresa sobre un solo bloque de madera, pintando directamente sobre él, para después estamparlos sobre el panel de papel japonés. Siguió perfeccionando su técnica, y pensando en una mayor escala siguió 
introduciendo más paneles; 2 paneles, 4 paneles, 6 paneles, 8 panales.
- 9 panales (1982)

Hasta 9 paneles llegó a acoplar en sus pinturas. Dando como resultado obras de gran formato, capas y capas de color, de grandes matices de saturación, y con una pincelada espontánea, donde representaba símbolos abstractos.
- Ilustraciones
Durante los años 1920 y los años 1930, Glankoff trabajó como ilustrador de cuentos e historietas. Ilustraciones grabadas en madera que creó para libros, carteles, y revistas literarias.
- Ilustraciones xilográficas

Una gran variedad de ilustraciones creadas gracias a la técnica del grabado en madera, perfectamente dominada por Glankoff y con la cual se sentía muy a gusto a la hora de crear.
- Ilustraciones de libros y carteles

Glankoff se encargaba de realizar todas las ilustraciones que componían los libros. Estas ilustraciones eran también realizadas con la técnica de la xilografía.
- Trabajos comerciales
Glankoff realizó números trabajos comerciales como ilustrador; cómics, historietas, incluso ilustrando las imágenes de adaptaciones de clásicos literarios.
- “Portadas de la revista True Comics”

Glankoff fue el ilustrador de las portadas de la revista true comics durante varios años.
- Impulse ítems (1950-1960)

Durante los años 1950 a 1960 Glankoff ayudó a su mujer en el negocio en el que ésta trabajaba Impulse ítems”, una empresa de fabricación de juguetes creativos. Realizó un gran repertorio de muñecos que incluso llegaron a ser comercializado como: “Three Babars”, “Dr. Suess", "Cat in the Hat”, “Fiddlesticks Grasshopper”, "Mr. Algernon Frog".
- RE- arranging short dreams
La película Re- Arranging short dreams es un documental que realizaron el realizador y camarógrafo seth schneidman y Snyder Wendy un año antes de la primera exposición individual de sam glankoff. Se trata de una película piloto de 17 minutos que habla sobre la vida y la obra del artista dentro de su estudio.

## Museografía
- Museos
- Solomon R. Guggenheim Museum
- Metropolitan Museum of Art
- Detroit Institute of Arts
- The Jewish Museum
- Jane Voorhees Zimmerli Museum
- The Worcester Museum
- The Fogg Art Museum
- The Skirball Cultural Center
- New York Public Library
- New York University
- Northwestern University
- Mary and Leigh Block Gallery
- Weslyan University
- Davison Art Center
- Smith College Museum

- Colecciones privadas
- Becton Dickinson and Company
- Champion International Paper
- Chemical Bank Collection
- Davis, Polk and Wardwell
- The Beth Rudin DeWoody Collection
- The Harry Kahn and Ruth Bowman Collection
- Philip Morris, Incorporated
- The Rita Rich Collection
- Seligman and Latz
- Simpson, Thatcher and Bartlett
- Stephens, Incorporated
- Stone Container, Incorporated
- The David Williams Collection

- Catálogos
-American Modernist: "Sam Glankoff (1894-1982)", David Sutherland Inc., Los Angeles, CA Dec. 2004. (en inglés).
-Works on Paper 2004, Conner-Rosenkranz, New York, March, 2004. (en inglés).
-Works on Paper 2002, Conner-Rosenkranz, New York, March, 2002. (en inglés).
-Stamp of Impulse: "Abstract Expressionist Prints", Worcester Museum, MA, 2001. (en inglés).
-Works on Paper 2000, Conner-Rosenkranz Gallery, New York, March, 2000. (en inglés).
-American Master Prints, Associated American Artists Gallery, November 1-26,1986, "Four Figures," 1933. (en inglés).
-The Discerninq Eye, Associated American Artists Gallery, September 30-October31, 1986. (en inglés).
-Artistic Development, Number 68 "Urban Landscape," 1924; Number 69 Composition in Red and Brown, 1977. (en inglés).
-Print Review 20, (Cover Feature Story), "Sam Glankoff and Print Painting," Marilyn Kushner and Jeffrey Wechsler, August 1985. (en inglés).
-Prints From Blocks 1900-1985, "20th Century American Woodcuts, Wood Engravings and Linocuts," Associated American Artists Gallery, April 24-May 31,1985. (en inglés).
-Fifty Years of Fine Prints, Associated American Artists Gallery, 7 de noviembre - 29 de diciembre de 1984, Text pg. 24. (en inglés).
-Sam Glankoff: Woodcuts and Monoprints, Associated American Artists, October 2 - 10 1984. Essay: Bob Conway, Director. (en inglés).
-Sam Glankoff (1894-1982) A Retrospective Exhibition, Jane Voorhees Zimmerli Museum, Rutgers University, New Brunswick, New Jersey, 16 de septiembre-27 de noviembre de 1984.Introduction: Sam Hunter, Essay: Marilyn Kushner. (en inglés).
-Sam Glankoff: Print-Paintings, Graham Gallery, October 6-31, 1981. Essay: Amei Wallach. (en inglés).
-The Virginia Quarterly Review, Autumn 1940, pgs. 564-565. (en inglés).
- Libros
"Sam Glankoff" The Rosenblum Museum, Sydney, Australia, 4 de agosto de 1994 Andrea Stretton, Minister on the Arts and Communication, 
Eileen Chanin, MacQuarie Galleries. (en inglés).
"Sam Glankoff (1894-1982) A Retrospective Exhibition," Zimmerli Museum, New Jersey Assistant Director, Jeffrey Wechsler, 15 de septiembre de 1984 (transcript available) (en inglés).